# Општина Чичеу-Михајешти (Бистрица-Насауд)
Чичеу-Михајешти (рум. Ciceu-Mihăieşti) општина је у Румунији у округу Бистрица-Насауд.
Oпштина се налази на надморској висини од 310 m.

## Становништво

### Хронологија
| Година       | 2005 | 2006 | 2007 | 2008 | 2009 | 2010 | 2011 | 2012 | 2013 | 2014 | 2015 | 2016 | 2017 |
| ------------ | ---- | ---- | ---- | ---- | ---- | ---- | ---- | ---- | ---- | ---- | ---- | ---- | ---- |
| Становништво | 1253 | 1251 | 1278 | 1278 | 1258 | 1256 | 1258 | 1247 | 1239 | 1215 | 1208 | 1205 | 1205 |